# Suore dei poveri di Don Morinello
Le Suore dei poveri di Don Morinello (sigla S.P.D.M.) sono un istituto religioso femminile di diritto pontificio.

## Storia
La congregazione fu fondata dal sacerdote Vincenzo Morinello: vicario foraneo di Licata, nel 1901 vi istituì la Conferenza di San Vincenzo de' Paoli, per l'aiuto a poveri e malati a domicilio; nel 1920 aprì un ricovero femminile e ne affidò la cura a una comunità di religiose. Al consolidamento dell'istituto diede un notevole impulso Anna Pisciotta (suor Agnese), che governò la congregazione dal 1926 al 1954.
Bartolomeo Lagumina, vescovo di Agrigento, eresse canonicamente la comunità in congregazione religiosa di diritto diocesano il 12 luglio 1924; l'istituto ottenne il riconoscimento pontificio il 27 settembre 1978.

## Attività e diffusione
Le suore si dedicano all'istruzione e all'educazione di bambini, fanciulle e giovani, nonché all'assistenza a malati e anziani inabili.
Oltre che in Italia, sono presenti in Colombia e Romania; la sede generalizia è a Palermo.
Alla fine del 2015 l'istituto contava 95 religiose in 20 case.